# 蔵忠芳
蔵 忠芳（くら ただよし、1955年11月28日 - 2001年6月13日）は、日本の俳優である。『アッちゃん』、『コメットさん』などでの子役として知られる。本名同じ。

## 来歴・人物
1955年（昭和30年）11月28日、東京都江東区亀戸に生まれる。小学校2年在学中の1963年（昭和38年）、テレビ映画『てんてこまい物語』に出演してデビューする。1965年（昭和40年）には『アッちゃん』に主演、一躍スター子役としてブレイクする。1967年（昭和42年）の九重佑三子主演版『コメットさん』では、弟役の河島明人とともにやんちゃな昭和の現代っ子像を描き出した。当時の同世代の名子役には四方晴美、宮脇康之、金子吉延、雷門ケン坊らがいた。のちに『夕ばえ作戦』で共演する山田隆夫も同世代である。
1974年（昭和49年）、港区芝公園の正則高等学校を卒業。同年、映画『にっぽん美女物語』などに出演するが、30歳を迎える1985年（昭和60年）に芸能界を引退。その後、都内で飲食店を経営していたが、2001年（平成13年）6月13日、肝臓癌のため墨田区立花の自宅で死去した。45歳没。

## フィルモグラフィ

### テレビ映画
- てんてこまい物語　1963年 - 1964年　脚本柳沢類寿　※TBS系
- アッちゃん　1965年　原作岡部冬彦　※国際放映・NTV、NTV系
- 続アッちゃん　1965年 - 1966年　原作岡部冬彦　※国際放映・NTV、NTV系
- のれん太平記 第5シリーズ　1965年 - 1966年　※東宝、フジテレビ系
- 新アッちゃん　1966年　原作岡部冬彦　※国際放映・NTV、NTV系
- 渥美清の泣いてたまるか　1966年 - 1968年　主演渥美清　※国際放映・TBS、TBS系

「お家が欲しいの」　1966年　脚本橋田壽賀子、監督高橋繁男
「僕もガードマン」　1967年　脚本山中恒、脚本・監督佐藤純彌
- 窓からコンチワ　1967年　脚本松山善三、主演大橋巨泉　※TBS系
- こりゃまた結構　1967年　脚本松山善三、主演大橋巨泉　※TBS系
- コメットさん　1967年 - 1968年　脚本佐々木守、市川森一、宮内婦貴子ほか、監督山際永三、中川信夫、香月敏郎ほか、主演九重佑三子　※国際放映・TBS、TBS系（ブラザー劇場）[3]
- 胡椒息子　1969年　原作獅子文六　※大映テレビ・TBS、TBS系（ブラザー劇場）
- 千葉周作 剣道まっしぐら 1970年 - 1971年　TBS、TBS系（ブラザー劇場）
- 遠山の金さん捕物帳　1970年 - 1973年　主演中村梅之助　※東映・NET（現テレビ朝日）系
- ミラーマン　1971年 - 1972年　※円谷プロダクション、フジテレビ系
- 緊急指令10-4・10-10　1972年　※円谷プロダクション、NET（現テレビ朝日）系
- 夕ばえ作戦　1974年　原作光瀬龍、主演山田隆夫　※少年ドラマシリーズ
- プロレスの星 アステカイザー　1976年　原作永井豪・石川賢　※円谷プロダクション、NET（現テレビ朝日）系

### 劇場用映画
- 喜劇駅前漫画　1965年　監督佐伯幸三、主演森繁久彌　※製作東京映画、配給東宝
- にっぽん美女物語　1974年　監督渡辺祐介、主演研ナオコ　※製作松竹・田辺エージェンシー